# 크리스털 마셜

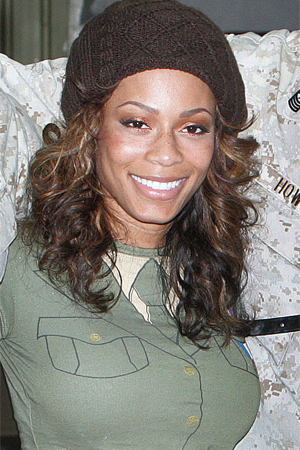
크리스털 마셜

크리스털 마셜(Kristal Marshall, 1984년 11월 11일 ~ )는 미국의 프로레슬링선수다. 바비 래슐리와 결혼했다.